# トリプトン
トリプトン（Tryptone）とは、カゼインに対してトリプシンを作用させて作成される、加水分解物である。

## 組成
トリプトンは乳汁に含まれる代表的なタンパク質であるカゼインを、タンパク質分解酵素のうちエンドペプチダーゼの1種であるトリプシンを作用させて作成されるため、当然ながら単一の化合物ではなく、ペプチドの混合物である。
ところで、トリプトンはカザミノ酸に似ている。と言うのも、トリプトンもカザミン酸も、いずれもカゼインの加水分解物だからである。カザミノ酸は酸による加水分解によって作成し、典型的には遊離アミノ酸と、分子量の小さなペプチドしか含まれない。一方、トリプトンは、プロリンの後にないアルギニンかリシンの後を特異的に切断するトリプシンによって加水分解して作成するため、比較的分子量の大きなオリゴペプチドが存在する。

## 用途

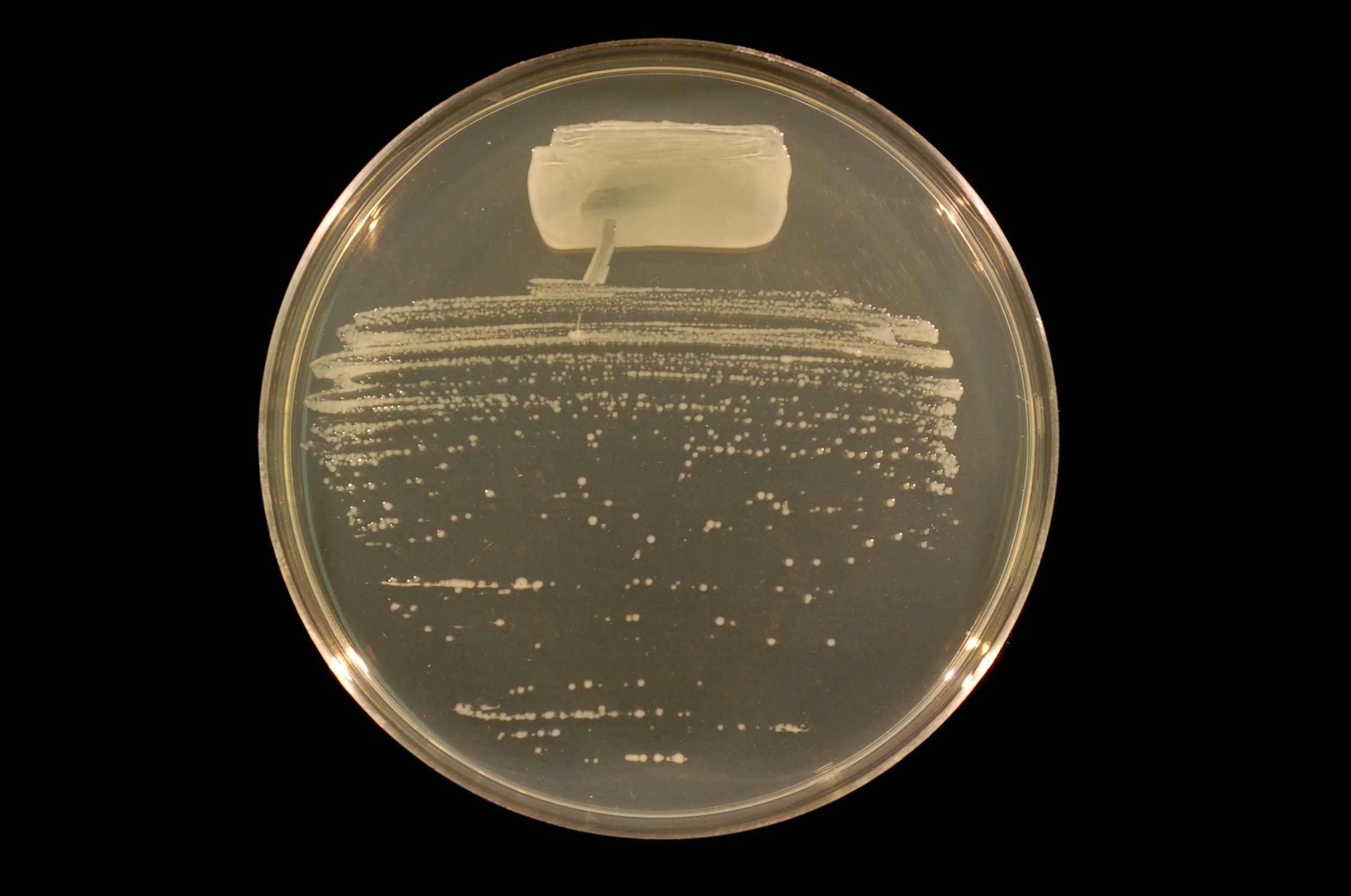
トリプトンを含む寒天培地。

トリプトンはアミノ酸源として、大腸菌や他の微生物の増殖のためのLB培地を産生するために、微生物学において一般的に使用されている。また、トリプトンは、植物の繁殖に用いられるいくつかの発芽培地の成分でもある。